# Peugeot Lion Phaéton
Pour les articles homonymes, voir Phaéton.
La  Peugeot Lion Phaéton est un modèle d'automobile de 1907 du constructeur Peugeot (nommé à l'époque " Peugeot Frères ")

## Historique
En 1905 Robert (1871-1927), Pierre (1873-1945) et Jules Peugeot (1882-1959), les trois fils d'Eugène Peugeot de « Peugeot Frères » (alors fabricant d'outils, de moulin à café, de bicyclette et de motocyclette) sortent une voiturette de marque « Lion-Peugeot » pour concurrencer les modèles " Automobile Peugeot " de leur oncle Armand Peugeot (Peugeot Type 69 etc)

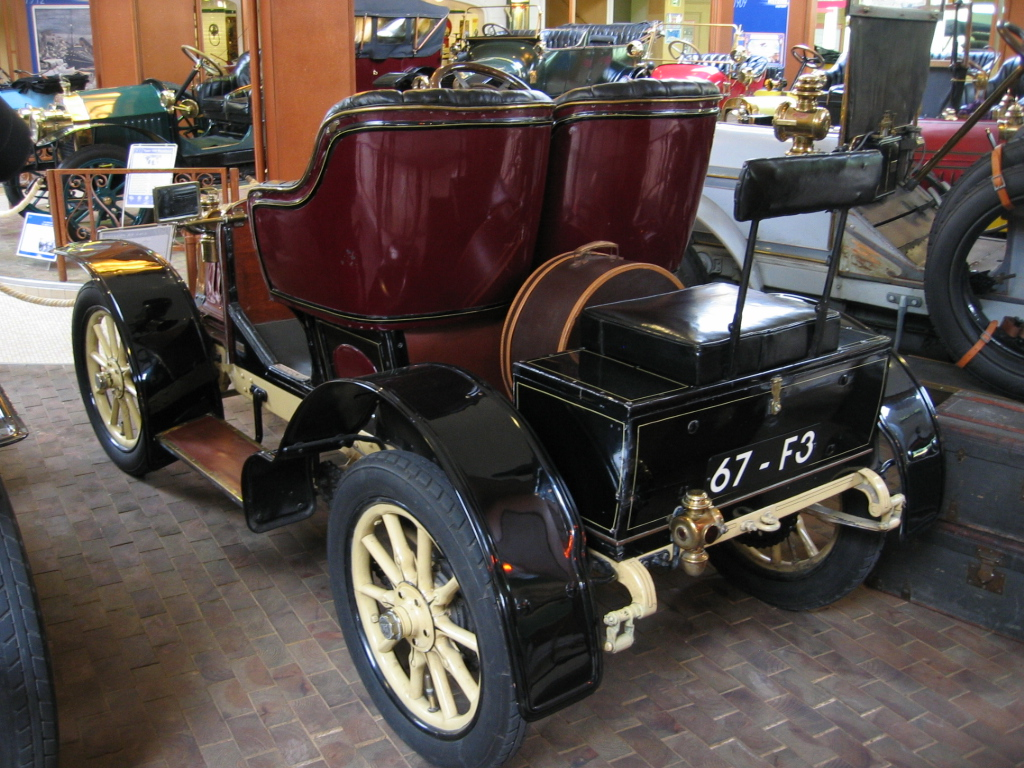
Peugeot Lion Phaéton de 1907.

En 1906, les modèles VC et VC 1 apparaissent, également avec un moteur monocylindre, mais d’une cylindrée de 1045 cc et d’une puissance de 8 à 9 ch. L’alésage était de 110 mm, tout comme la course de 110 mm 

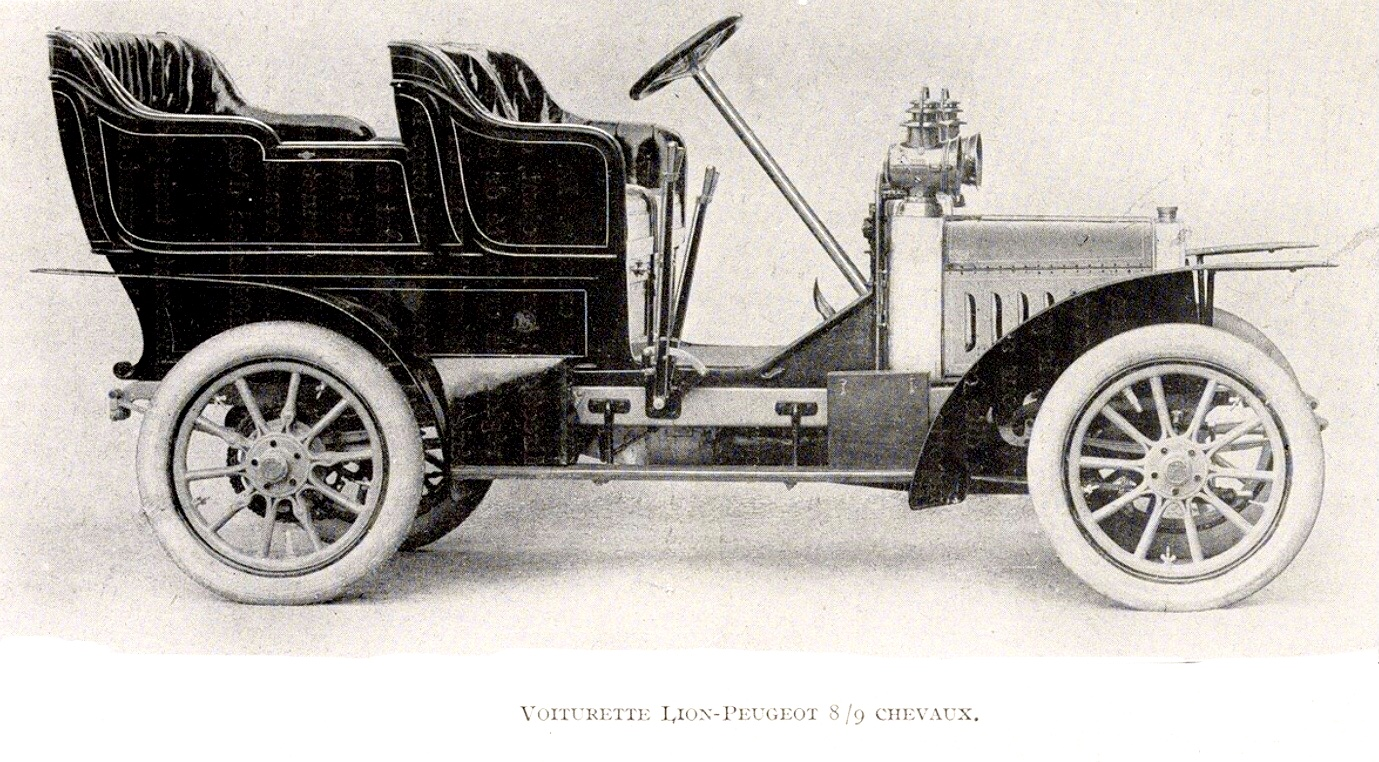
Peugeot Lion Phaéton.

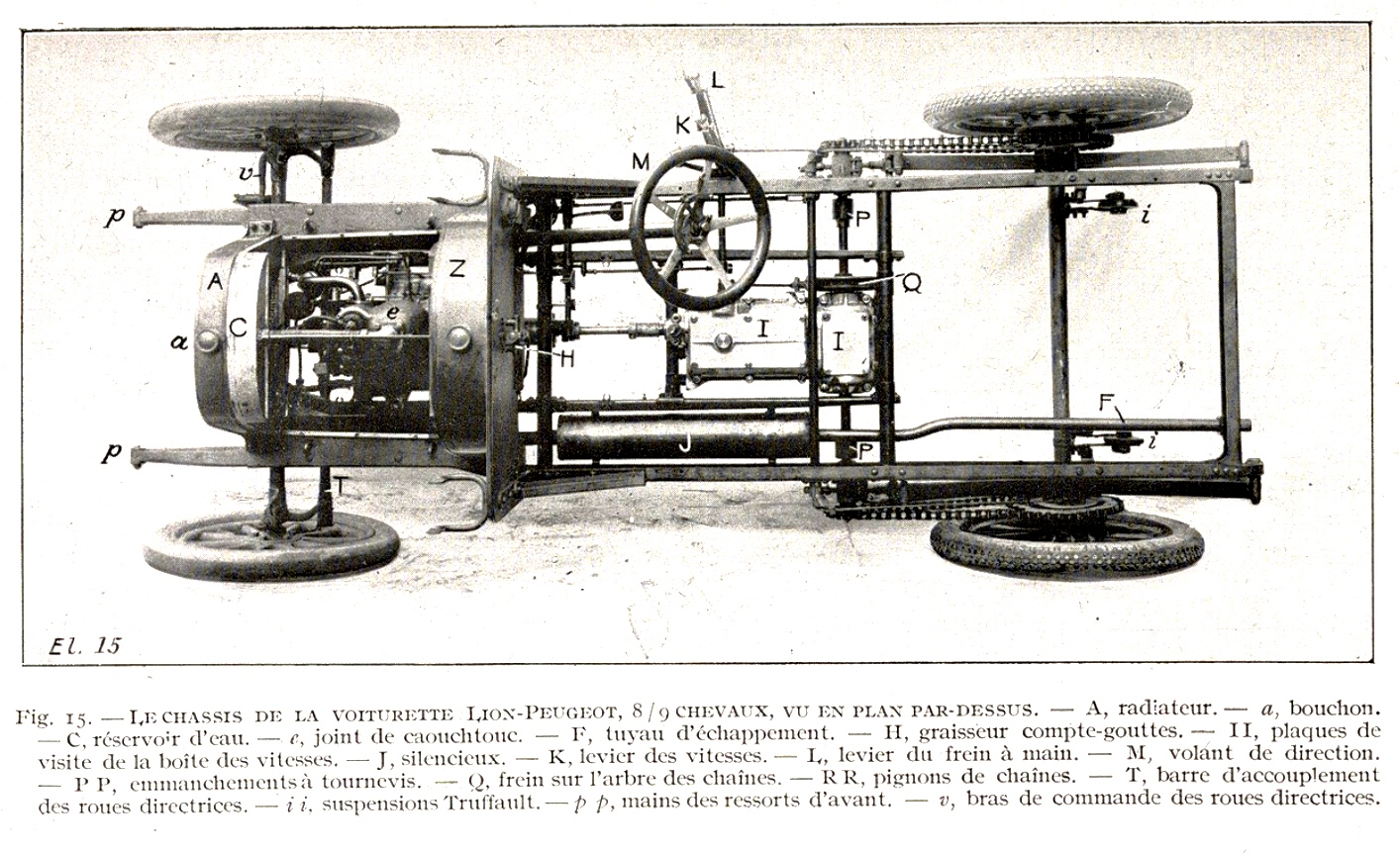
Le Chassis de la Voiture Lion-Peugeot.

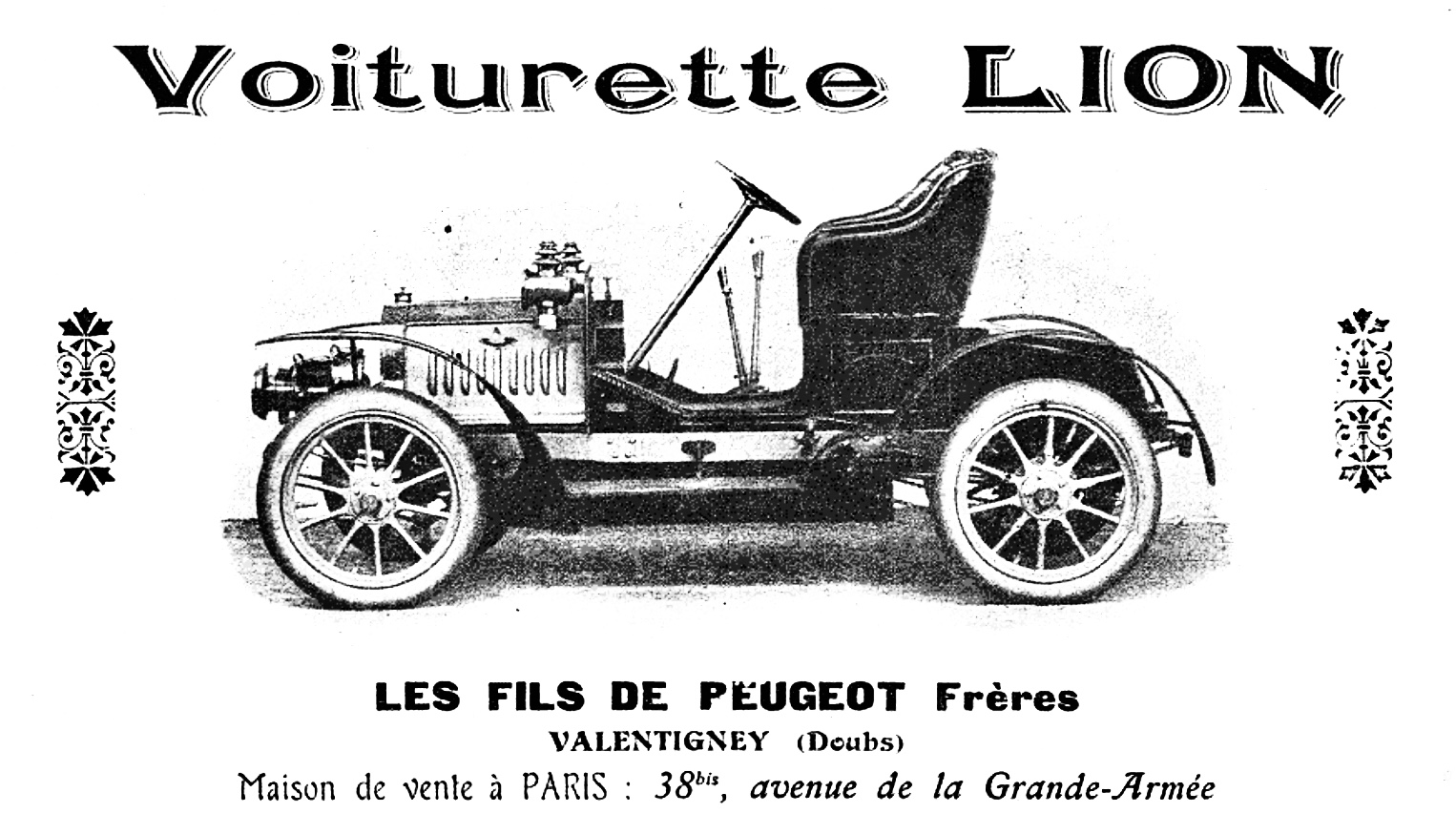
Lion-Peugeot VA (1907).

" Peugeot Frère " et " Automobile Peugeot " fusionneront à nouveau en Peugeot en février 1910 après le décès d'Eugène Peugeot. Robert Peugeot devient alors chef de famille et prend la tête du groupe Peugeot.